# Alchemilla caucasica
Alchemilla caucasica é uma espécie de rosácea do gênero Alchemilla, pertencente à família Rosaceae.